# Esad Becir Veledar
Esad Becir Veledar (München, 1984. január 4. –) bosnyák-német kettős állampolgárságú visszavonult labdarúgó, aki korábban a Budapest Honvéd labdarúgója is volt. Magyarországon a mezén az Esad nevet viselte.

## Pályafutása
A focival egy müncheni kölyökcsapatban az Untermazingban ismerkedett meg, de az Unterhachingnál lett igazolt labdarúgó. 1998-ban igazolta le a TSV 1860 München, ahol végigjárva az utánpótláscsapatokat, 2003-ban került a harmadosztályú tartalékcsapathoz. Itt mindössze két szezont töltött el, amelyek alatt csak 5 mérkőzésen lépett pályára. Miután lejárt a szerződése honfitársa Ewald Lienen próbajátékra hívta új csapatához az athéni Panionioshoz.
Végül megfelelt a próbajátékon, s egy évre Görögországba igazolt. Azonban egyetlen mérkőzésen sem szerepelt egy év alatt a csapatban, ezért távozott.
Az olasz harmadosztályú AS Martinához igazolt, ahonnét 2007 nyarán távozott. A szezonnak klub nélkül vágott neki, de októberben leigazolta az FC Fehérvár. A fehérváriaknál azonban nem lépett pályára a szezon során, miután nem fizették ki neki a beígért aláírási pénz. Decemberben tovább állt a csapattól, s próbajátékon vett rész a Honvédnál.
Pályára lépett a Nyíregyháza és a DVSC elleni Ligakupa mérkőzésen is, utóbbin gólt is szerzett. Főképp ennek köszönhetően két és fél évre írt alá a Honvédhoz. A magyar élvonalban 2008. február 23-án a REAC ellen debütált. Nem tudta megismételni tesztelése alatt mutatott formáját, s a szezon hátra lévő részében mindössze még két mérkőzésen szerepelt. Az szezon végén felbontották szerződését, s három bajnokin eltöltött 79 perc után távozott.
A 2008/2009-es idényt már a Felvidéken kezdte, Dunaszerdahelyre igazolt. A DAC-ban a 8. fordulóban debütált az eperjesiek ellen, méghozzá kezdőként, az eltiltott Abena-t pótolván. A szezon hátralévő részében még négy mérkőzésen jutott szóhoz, gólt nem szerzett. 2009 nyarán távozott Dunaszerdahelyről és visszavonult.
Értéke Kispestre és Dunaszerdahelyre igazolásakor is – a transfermarkt.de szerint – 150 000 euró volt. 2009 óta magyar élettársa van.